# Tabanus spodopteroides
Tabanus spodopteroides är en tvåvingeart som beskrevs av Olsufjev, Moucha och Chvala 1969. Tabanus spodopteroides ingår i släktet Tabanus och familjen bromsar. Inga underarter finns listade i Catalogue of Life.